# Why Did I Get Married?
Why Did I Get Married? è un film del 2007 diretto da Tyler Perry.

## Sequel
Nel 2010 è uscito il sequel del film Why Did I Get Married Too?, sempre diretto e scritto da Perry.